# Templeville
La ville de Templeville est située dans les comtés de Queen Anne et de Caroline, dans l’État du Maryland, aux États-Unis. Sa population s’élevait à 113 habitants lors du recensement de 2020.